# الحركة الفرعونية

طه حسين أحد كبار دعاة الفرعونية.

الحركة الفرعونية أو الفرعونية هي أيديولوجية برزت في مصر في عشرينيات وثلاثينيات القرن العشرين. نظر إلى ماضي الحضارة المصرية القديمة وجادل بأن مصر كانت جزءًا من حضارة البحر الأبيض المتوسط الأكبر. أكدت هذه الأيديولوجية على دور نهر النيل والبحر الأبيض المتوسط. كان من أبرز دعاة الفرعونية الأديب المصري طه حسين.

## الهوية المصرية
تطورت الهوية المصرية منذ العصر الحديدي خلال الإمبراطورية المصرية لأطول فترة تحت تأثير الثقافة والدين والهوية المصرية الأصلية (انظر مصر القديمة). وقع المصريون بعد ذلك تحت تأثير الاحتلال للعديد من الحكام الأجانب. في ظل هؤلاء الحكام الأجانب، استوعب المصريون ثلاث ديانات جديدة، المسيحية واليهودية والإسلام، وأنتجوا لغة جديدة هي العربية المصرية. بحلول القرن الرابع، اعتنق غالبية المصريين المسيحية وفي عام 535 أمر الإمبراطور الروماني جستنيان بإغلاق معبد إيزيس في فيلة، مما يمثل النهاية الرسمية للديانة المصرية القديمة.
خلال العصور الوسطى، تعرضت آثار الحضارة المصرية القديمة للتدمير أحيانًا باعتبارها من بقايا زمن الجاهلية. حدثت غالبية الدمار الذي خلفته الأنقاض في القرنين الثالث عشر والرابع عشر، زمن الفيضانات والمجاعات والأوبئة في مصر، مما دفع بعض الناس إلى الاعتقاد بأن الله كان يعاقب المصريين على استمرار وجود هذه الآثار في زمن الجاهلية. كانت أبرز أعمال التدمير في العصور الوسطى هي هدم تمثال للإلهة إيزيس عام 1311 في الفسطاط وتدمير معبد في منف عام 1350، مما ألهم الكثير من الراحة عندما تم اكتشاف «العين الشريرة» (عين حور) على جدران المعبد لم تتسبب في موت من هدم الهيكل كما كان يخشى.
خص القرآن الكريم فرعون الذي ترتبط قصته في كتاب الخروج بكونه طاغية شريرًا بشكل خاص ضد الله، وبشكل عام يصور ملوك مصر القديمة في التقاليد الإسلامية على أنهم طغاة فاسدون. أمر العديد من القادة المسلمين مثل الخليفة يزيد بن الوليد بتدمير جميع الآثار المصرية القديمة. ومع ذلك، هناك دليل كبير على الفخر المحلي الشعبي بالمعالم الأثرية مثل الأهرامات المصرية وأبو الهول، لدرجة أن هذه الآثار لم يتم تدميرها أبدًا بسبب الخوف من التسبب في أعمال شغب. كان يُنظر إلى آثار مصر القديمة عمومًا على أنها تمتلك قوى سحرية وكان ينظر إليها على أنها موضع احترام من قبل المصريين العاديين، على الرغم من حقيقة أن القرآن الكريم يقدس مصر القديمة باعتبارها فترة الجاهلية البغيضة. في وقت متأخر من عام 1378، تم الإبلاغ عن أن الفلاحين المسلمين اسميًا يذهبون لإحراق البخور ليلًا أمام أبو الهول أثناء إلقاء الصلوات التي قيل إنها تمكن أبو الهول من الكلام، مما أدى إلى قيام رجل صوفي بمهاجمة أبو الهول. زعمت الأساطير المحلية أن الهجوم على أبو الهول أدى إلى عاصفة رملية هائلة في الجيزة، والتي انتهت فقط بقتل الرجل الصوفي.
في مصر، كان الاعتقاد السائد بأن الأهرامات وأبو الهول جنبًا إلى جنب مع الأطلال الأخرى لمصر القديمة يتمتعان بقوى سحرية لضمان بقائهم على قيد الحياة مع كاتب مسلم من القرن الثالث عشر، وهو جمال الدين الإدريسي، الذي حذر من تدمير الأهرامات. من شأنه أن يطلق العنان لقوى خارقة للطبيعة مظلمة من شأنها أن تتسبب في حدوث مثل هذه المذبحة التي تخوضها الخيول في دم الإنسان، مما يؤدي به إلى استنتاج مفاده أنه من الأفضل ترك الأهرامات وشأنها. مثل هذه المعتقدات حول القوى السحرية التي قيل إنها استثمرت في أنقاض مصر القديمة تشهد على اعتزاز شعبي وتقديس لماضي مصر القديم. وبنفس الطريقة اخترع المصريون في العصور الوسطى قصة ذكرها فرعون في سفر الخروج وفي القرآن الكريم لم يكن مصريًا بل إيرانيًا في محاولة لإنقاذ الكبرياء في الماضي القديم على الرغم من طريقة القرآن الكريم يدينه. لمنع تدمير الآثار، عادة ما «أسلم» المصريون في العصور الوسطى الآثار من خلال اختراع قصص تربطهم بصحبة النبي محمد أو أولياء الصوفية المحليين، وبالتالي تحويلهم إلى مواقع شبه إسلامية لا يمكن تدميرها.
نظرًا لأن المعرفة بالهيروغليفية المصرية ضاعت من القرن السادس حتى عام 1822 عندما فك جان فرانسوا شامبليون رموز حجر رشيد، كانت ذكرى مصر القديمة هي تلك الحضارة الرائعة التي بنت العديد من المعالم الأثرية التي فقدت معناها الدقيق منذ فترة طويلة، مما حد من مدى التماثل الشعبي معها. محمد علي باشا، تاجر التبغ الألباني الذي تحول إلى والي مصر والذي حكم البلاد بيد من حديد من عام 1805 حتى وفاته عام 1849، لم يهتم بأطلال مصر القديمة إلا كمصدر للهدايا. القادة الأجانب. وبالمثل، كان لمحمد علي موقف متساهل تجاه الأوروبيين الذين أخذوا معهم الآثار المصرية القديمة، مما سمح بالكثير من نهب المواقع المختلفة مثل الإيطالي جوفاني باتيستا بلزوني بينما كان المنصب الدبلوماسي في القاهرة مطلوبًا بشدة بسبب فرص النهب. أقنعه أحد مسؤولي محمد علي، رفاعة الطهطاوي، في عام 1836 بالشروع في الحفاظ على التراث المصري من خلال إنهاء نهب المواقع في مصر وإنشاء متحف لعرض كنوز مصر بدلاً من السماح بنقلها إلى أوروبا. نشر الطهطاوي فيما بعد تاريخ مصر القديمة في عام 1868، والذي استفاد من اكتشافات علماء الآثار وفك رموز الكتابة الهيروغليفية، والتي كانت المرة الأولى التي استخدم فيها تراث مصر القديمة كرمز للفخر القومي في مصر الحديثة.

## القومية
برزت أسئلة الهوية إلى الواجهة في القرن العشرين عندما سعى المصريون إلى إنهاء الاحتلال البريطاني لمصر، مما أدى إلى صعود القومية المصرية العلمانية الإثنية الإقليمية (المعروفة أيضًا باسم «الفرعونية»). أصبحت الفرعونية النمط السائد للتعبير عن النشطاء المصريين المناهضين للاستعمار في فترات ما قبل الحرب وما بينها، وفقًا للمؤرخ الحديث والأستاذ بجامعة كولورادو جيمس.
 «الأهم [عن مصر في هذه الفترة] هو غياب المكون العربي في بدايات القومية المصرية. فاندفاع التطور السياسي والاقتصادي والثقافي المصري طوال القرن التاسع عشر عمل ضد» العربي«وليس لصالحه. التوجه... هذا الوضع - وهو تباين المسارات السياسية للمصريين والعرب - إذا زاد أي شيء بعد عام 1900.» 
احتفلت الحركة الفرعونية بمصر كوحدة جغرافية وسياسية مميزة ترجع أصولها إلى توحيد مصر العليا والسفلى في حوالي 3100 قبل الميلاد، والتي قدمت مصر على أنها أكثر ارتباطًا بأوروبا بدلاً من الشرق الأوسط. تم استخدام التركيز على الماضي المصري القديم كرمز للتميز المصري، والذي تم استخدامه لتقليل الهويات العربية والإسلامية، وكان القصد منه تصنيف مصر كدولة أوروبية بدلاً من أمة من الشرق الأدنى. ظهرت الفرعونية لأول مرة في أوائل القرن العشرين في كتابات مصطفى كامل باشا الذي وصف مصر بأنها الدولة الأولى في العالم وأحمد لطفي السيد الذي كتب عن «النواة الفرعونية» الباقية في مصر الحديثة.
في عام 1931، بعد زيارة لمصر، قال القومي العربي السوري ساطع الحصري:
 «[المصريون] لم يكن لديهم شعور قومي عربي، ولم يقبلوا أن مصر جزء من الأراضي العربية، ولم يعترفوا بأن الشعب المصري جزء من الأمة العربية». 
أصبحت الثلاثينيات اللاحقة فترة تكوينية للقومية العربية في مصر، ويرجع ذلك في جزء كبير منه إلى جهود المثقفين السوريين / الفلسطينيين / اللبنانيين. ومع ذلك، بعد عام من إنشاء جامعة الدول العربية في عام 1945، ليكون مقرها الرئيسي في القاهرة، كان مؤرخ جامعة أكسفورد إتش إس دايتون لا يزال يكتب:
 المصريون ليسوا عرباً، وهم والعرب يدركون هذه الحقيقة. إنهم يتحدثون العربية وهم مسلمون - والواقع أن الدين يلعب دورًا في حياتهم أكبر مما يلعبه في حياة السوريين أو العراقيين. لكن المصري، خلال الثلاثين عامًا الأولى من القرن [العشرين]، لم يكن على علم بأي ارتباط خاص مع الشرق العربي... ترى مصر في القضية العربية موضوعًا يستحق التعاطف الحقيقي والنشط، وفي نفس الوقت فرصة عظيمة ومناسبة لممارسة القيادة والاستمتاع بثمارها. لكنها لا تزال مصرية أولاً وعربية نتيجة لذلك، وما زالت اهتماماتها الرئيسية محلية. 
كان طه حسين، أحد أبرز القوميين المصريين والمعادين للعرب، أبرز كاتب في مصر في القرن العشرين. وأعرب في مناسبات عديدة عن عدم موافقته على الوحدة العربية وإيمانه بالقومية المصرية. وكتب في أحد أشهر مقالاته التي كتبها عام 1933 في مجلة كوكب الشرق يقول:
 الفرعونية متجذرة بعمق في أرواح المصريين. وستبقى كذلك، ويجب أن تستمر وتصبح أقوى. المصري فرعوني قبل أن يكون عربيا. يجب ألا يُطلب من مصر إنكار فرعونيتها لأن ذلك يعني: مصر، دمروا أبو الهول وأهراماتكم، انسوا من أنتم واتبعونا! لا تسأل من مصر أكثر مما تستطيع أن تقدمه. لن تصبح مصر أبدًا جزءًا من وحدة عربية ما، سواء كانت عاصمة [هذه الوحدة] القاهرة أو دمشق أو بغداد. 
لقد قيل أنه حتى الأربعينيات من القرن العشرين، كانت مصر أكثر تفضيلًا للقومية الإقليمية والمصرية وبعيدة عن أيديولوجية القومية العربية. لم يعرّف المصريون عمومًا أنفسهم على أنهم عرب، وهذا يكشف أنه عندما التقى الزعيم الوطني المصري سعد زغلول بالمندوبين العرب في فرساي عام 1918، أصر على أن نضالاتهم من أجل إقامة الدولة ليست مرتبطة، مدعيا أن مشكلة مصر كانت مشكلة مصرية وليست مشكلة عربية.
في فبراير 1924، استولى زغلول، رئيس وزراء مصر حينها، على جميع الكنوز التي عثر عليها في مقبرة الملك توت عنخ آمون من الفريق الأثري البريطاني بقيادة هوارد كارتر على أساس أن الكنوز ملك مصر ولمنع كارتر من أخذها من مصر إلى بريطانيا كما يريد. وبرر زغلول الحجز على أساس أنه «من واجب الحكومة الدفاع عن حقوق الأمة وكرامتها». في 6 مارس 1924، افتتح زغلول رسمياً قبر الملك توت عنخ آمون للجمهور المصري في حفل مفصل أقيم ليلاً مع إضاءة السماء بأضواء كاشفة، والتي ورد أنها جذبت أكبر حشد شهدته الأقصر على الإطلاق. تحول افتتاح مقبرة توت عنخ آمون إلى مظاهرة قومية عندما وصل المفوض السامي البريطاني، إدموند ألنبي، وتعرضت صيحات الاستهجان بصوت عالٍ من قبل الحشد، الذين بدأوا يطالبون البريطانيين بالإخلاء الفوري لمصر. لقد حوَّل حزب الوفد توت عنخ آمون الذي مات منذ فترة طويلة إلى رمز للقومية المصرية، وهذا هو السبب في أن خطط كارتر لأخذ الكنوز من قبره أثارت مثل هذه المعارضة في مصر. ومع ذلك، فإن قضية كنوز توت عنخ آمون كانت مجرد خطوة انتهازية من قبل زغلول لتأكيد استقلال مصر، والذي تم الحصول عليه فقط في فبراير 1922، ضد كارتر وفريقه، الذين كان ينظر إليهم على أنهم يتصرفون بغطرسة تجاه المصريين.
ذكر أحمد حسين، مؤسس حزب مصر الفتاة القومية والفاشية عام 1933، أنه أصبح مهتمًا بالقومية المصرية بعد رحلة استكشافية عبر وادي الملوك عام 1928، مما ألهمه بالاعتقاد بأنه إذا كانت مصر عظيمة مرة، فيمكنها أن تكون عظيمة مرة أخرى. قامت جمعية مصر الشابة بتمجيد الماضي المصري القديم، والذي تم ذكره بانتظام في التجمعات الحزبية، وفي إشارة إلى الأرستقراطية التركية الشركسية في مصر، طالبت مصر بأن يكون لمصر «قائد عمل، ليس من الدم التركي أو الشركسي، بل من الدم الفرعوني». في البداية، كان لجمعية مصر الشابة تفسير خاص للغاية للقومية المصرية، والذي أكد أن مصر ليست مجرد أمة مسلمة أو عربية، بل لها هوية مميزة للغاية بسبب تراث مصر القديمة. دعت جمعية مصر الشابة، التي تم تشكيلها بشكل وثيق على غرار الحركات الفاشية لإيطاليا وألمانيا، إلى انسحاب بريطاني من مصر، واتحاد مصر والسودان، ومصر تحت راية القومية العربية لإنشاء إمبراطورية. تمتد من المحيط الأطلسي إلى المحيط الهندي. تم استخدام استدعاء أمجاد مصر القديمة من قبل جمعية مصر الشابة لشرح سبب سيطرة المصريين على الدولة العربية المقترحة. ومع ذلك، اكتشف حسين أن الفرعونية لا تروق إلا لمصريين الطبقة الوسطى، وقصر جاذبية حزبه على الجماهير المصرية. ابتداءً من عام 1940، تخلت جمعية مصر الشابة عن الفرعونية وسعت إلى إعادة اكتشاف نفسها كحزب أصولي إسلامي.
وقد شجب حسن البنا، مؤسس جماعة الإخوان المسلمين الأصولية ومرشدها الأعلى، «الفرعونية» باعتبارها تمجيدًا لفترة الجاهلية، في مقال نُشر عام 1937، هاجم البنا الحركة الفرعونية لتمجيدهم «الفراعنة الوثنيين الرجعيين» مثل أخناتون ورمسيس الثاني وتوت عنخ آمون بدلاً من النبي محمد ورفاقه وسعيهم إلى «إبادة» الهوية الإسلامية لمصر. أصر البنا على أن مصر لا يمكن إلا أن تكون جزءًا من الأمة الإسلامية الأوسع وأن أي جهد للاحتفال بالتميز المصري عن بقية العالم الإسلامي يتعارض مع إرادة الله.

## الهوية العربية
ومع ذلك، كانت مصر في عهد الملك فاروق من الأعضاء المؤسسين لجامعة الدول العربية في عام 1945، وأول دولة عربية تعلن الحرب لدعم الفلسطينيين في حرب فلسطين عام 1948. وقد ازداد هذا الشعور القومي العربي بشكل كبير بعد الثورة المصرية عام 1952. كان القادة الأساسيون للثورة، محمد نجيب، وجمال عبد الناصر، من القوميين العرب المخلصين الذين شددوا على أن الفخر بهوية مصر الأصلية الفردية يتوافق تمامًا مع الاعتزاز بهوية ثقافية عربية شاملة. خلال فترة نجيب كزعيم، تبنت مصر علم التحرير العربي ليرمز إلى روابط البلاد ببقية العالم العربي.
لفترة من الوقت شكلت مصر وسوريا الجمهورية العربية المتحدة. عندما تم حل الاتحاد، ظلت مصر تُعرف باسم الجمهورية العربية المتحدة حتى عام 1971، عندما تبنت مصر الاسم الرسمي الحالي، جمهورية مصر العربية. ومع ذلك، كان ارتباط المصريين بالعروبة موضع تساؤل بشكل خاص بعد حرب 67 عام 1967. فقد آلاف المصريين أرواحهم وأصيبت البلاد بخيبة أمل من السياسات القومية العربية. خليفة عبد الناصر، محمد أنور السادات، من خلال السياسة العامة ومبادرته للسلام مع إسرائيل، أعاد إحياء التوجه المصري بلا منازع، مؤكداً بشكل لا لبس فيه أن مصر والمصريين وحدهم هم مسؤوليته. غابت بشكل واضح مصطلحات «عربي» و «عروبة» و «وحدة عربية» باستثناء الاسم الرسمي الجديد. شارك السادات فقط في الفرعونية للاستهلاك الدولي كما عندما رتب لمومياء الملك رمسيس الثاني للذهاب إلى باريس لأعمال الترميم في عام 1974، أصر على أن يوفر الفرنسيون حرسًا شرفًا في تشارلز. مطار ديغول لإطلاق 21 طلقة تحية بما يليق برئيس دولة عندما لامس التابوت الذي يحتوي على جثته التراب الفرنسي. محليًا، تم تثبيط الفراعنة في عهد السادات الذي أغلق غرفة المومياء في المتحف المصري للإساءة لمشاعر المسلمين، قيل من خلال السادات أن «الملوك المصريين لا يُجعلون مشهدًا» يوحي بدرجة من الاحترام للماضي القديم. توجد الفرعونية إلى حد كبير في مصر اليوم لصناعة السياحة، ومعظم المصريين لا يرتبطون بعمق بمصر القديمة.
على الرغم من أن الغالبية العظمى من المصريين اليوم يواصلون التعريف بأنفسهم على أنهم عرب بالمعنى اللغوي، إلا أن أقلية متنامية ترفض ذلك، مشيرة إلى إخفاقات السياسات القومية العربية، وحتى التعبير العلني عن اعتراضها على الاسم الرسمي الحالي للبلد.
في أواخر عام 2007، أجرت صحيفة المصري اليوم اليومية مقابلة في محطة حافلات في حي الطبقة العاملة بإمبابة لسؤال المواطنين عما تمثله القومية العربية بالنسبة لهم. ورد أحد الشباب المصريين المسلمين قائلاً: "القومية العربية تعني أن وزير الخارجية المصري في القدس يتعرض للإذلال من الفلسطينيين، وأن الزعماء العرب يرقصون عند سماعهم بوفاة السادات، وأن المصريين يتعرضون للإذلال في شبه الجزيرة العربية، وبالطبع أن الدول العربية "تقاتل إسرائيل حتى آخر جندي مصري".
بعض المصريين البارزين المعاصرين الذين يعارضون القومية العربية أو فكرة أن المصريين عرب هم الأمين العام للمجلس الأعلى للآثار زاهي حواس، الكاتب الشعبي أسامة أنور عكاشة، الأستاذة بجامعة هارفارد ليلى أحمد، عضو البرلمان سوزي جريس. بالإضافة إلى الجماعات المحلية والمثقفين. يتم التعبير عن هذا الفهم أيضًا في سياقات أخرى، مثل رواية نيل ديروسا، بذور جوزيف في تصويره لشخصية مصرية «التي تعلن أن المصريين ليسوا عربًا ولن يكونوا كذلك أبدًا».

## منتقدي القومية العربية
يؤكد النقاد المصريون للقومية العربية أنها عملت على تآكل وإهمال الهوية المصرية الأصلية من خلال فرض جانب واحد فقط من جوانب الثقافة المصرية. هذه الآراء ومصادر التعريف الجماعي في الدولة المصرية مأخوذة من كلمات عالم الأنثروبولوجيا اللغوية الذي أجرى عملًا ميدانيًا في القاهرة:
 تاريخيًا، اعتبر المصريون أنفسهم مختلفين عن «العرب»، وحتى في الوقت الحاضر نادرًا ما يفعلون ذلك في سياقات عرضية؛ تشير كلمة العرب كما يستخدمها المصريون بشكل أساسي إلى سكان دول الخليج... كانت مصر في نفس الوقت زعيمة القومية العربية وموقعًا للاستياء الشديد تجاه هذه الأيديولوجية. كان لابد من تحويل المصريين، بقوة في كثير من الأحيان، إلى «عرب» [في عهد عبد الناصر] لأنهم لم يعرّفوا عن أنفسهم تاريخيًا على هذا النحو. كانت مصر بوعي ذاتي أمة ليس فقط قبل العروبة ولكن أيضًا قبل أن تصبح مستعمرة للإمبراطورية البريطانية. استمراريتها الإقليمية منذ العصور القديمة، وتاريخها الفريد كما يتجلى في ماضيها القديم ولاحقًا في لغتها وثقافتها القبطية، جعلت مصر بالفعل أمة لعدة قرون. اعتبر المصريون أنفسهم وتاريخهم وثقافتهم ولغتهم مصرية على وجه التحديد وليسوا «عرب». 

## المسيحيين المصريين
يتمسك العديد من المثقفين المسيحيين المصريين بنسخة من الفرعونية تنص على أن الثقافة القبطية مشتقة إلى حد كبير من الثقافة المصرية القديمة قبل المسيحية. إنه يعطي المسيحيين المصريين مطالبة بتراث عميق في تاريخ وثقافة مصر. ومع ذلك، يرى بعض العلماء الغربيين اليوم أن الفرعونية تطور متأخر، بحجة أنها تشكلت أساسًا من خلال الاستشراق، وهم يشكون في صلاحيتها.

## مشاكل الفرعونية كإيديولوجيا تكاملية
جادل عالم الآثار الكندي مايكل وود بأن إحدى المشاكل الرئيسية للفرعونية كإيديولوجية تكاملية للسكان هي أنها تمجد فترة زمنية بعيدة جدًا بالنسبة لمعظم المصريين، علاوة على ذلك، فترة تفتقر إلى علامات الاستمرارية المرئية للأغلبية المسلمة الناطقة بالعربية. مثل لغة أو ثقافة أو أبجدية مشتركة. أشار وود إلى أن الاعتقاد السائد بأن مصر القديمة كانت «دولة عبودية» كان موضع تساؤل من قبل علماء الآثار والمؤرخين، لكن هذه الصورة الشعبية في كل من الدول الإسلامية والغربية لـ «دولة العبودية» تجعل التماهي مع هذه الفترة إشكالية. القصة التي رويت في سفر الخروج لفرعون لم يذكر اسمه دفعته قسوته إلى استعباد بني إسرائيل والذي تسببت غطرسته في وفاته عندما حاول بطريقة غير حكيمة اتباع موسى عبر فراق البحر الأحمر، مما أدى إلى تصوير ملوك مصر القديمة عبر العصور. كرمز للاستبداد. عندما اغتيل الرئيس السادات في 6 أكتوبر 1981 وهو يستعرض استعراضًا عسكريًا في القاهرة، سُمع قتلة الأصولية المسلمة وهم يصرخون: «لقد قتلنا الفرعون!». بصفته «يتصرف فرعونيًا».
كتب وود أنه حتى الأطلال الباقية من مصر القديمة والتي تتكون في الغالب من "المقابر والقصور والمعابد، بقايا مجتمع أرستقراطي وثني مهووس بالموت" يبدو أنها تؤكد الصورة الشعبية لـ «دولة العبودية» على أنها "أكثر تعقيدًا". لا تزال نماذج التاريخ المصري، التي طورها العلماء الأجانب بشكل أساسي، مهملة". أنقاض مصر القديمة مع تفاخرها الفخم والمبالغة بعظمة ملوك الآلهة الذين بنوها تعطي انطباعًا عن مجتمع مكرس بخشوع لخدمة الملوك الذين أعلنوا أنهم آلهة حية. كتب وود أنه ليس من المؤكد ما إذا كان هذا هو الحال بالفعل لأن علماء المصريات لا يعرفون سوى القليل جدًا عن مشاعر وأفكار الناس العاديين في مصر القديمة، ولكن من الواضح أن مصر القديمة كانت "مجتمعًا طبقيًا للغاية"، مما يجعل الأمر صعبًا بالنسبة له. الناس اليوم للتماهي مع مجتمع كانت قيمه مختلفة تمامًا عن الحاضر.
كان أحد الأسباب الرئيسية لانحدار الفرعونية بداية من الأربعينيات هو أن القرآن الكريم يدين مصر القديمة بشدة، مما يجعل من الصعب جدًا على المسلمين المصريين استخدام رموز مصر القديمة دون التسبب في اتهامات بالتخلي عن عقيدتهم. كتب وود يتمثل الاختلاف الرئيسي بين مصر والمكسيك في أن المكسيكيين يمكنهم بالفعل دمج عناصر من حضارات أمريكا الوسطى مثل الأولمك والمايا والأزتك والتي يُنظر إليها على أنها جزء من استمرارية وطنية قاطعتها الغزو الإسباني في 1519-1521 واستؤنفت. مع الاستقلال عام 1821، في حين أنه من المستحيل على المصريين استخدام الرموز الفرعونية «دون تركهم مفتوحين للاتهامات بأن هذه الرموز كانت غير إسلامية أو معادية للإسلام». كتب وود: «لا يمكن التوفيق بين الإسلام ومصر القديمة إلا بصعوبة كبيرة؛ وفي النهاية لم يكن بوسعهم سوى التنافس ... كان على القوميين المصريين الذين أرادوا البحث عن تاريخهم القديم من أجل الإلهام أن يبدأوا من الصفر وأن يجب أن ينأوا بأنفسهم عن الهوية الإسلامية التي لا يمكن أن يتعايش معها الماضي المصري القديم».
تم طرح مشكلة أخرى من خلال الطريقة التي تم بها تنفيذ معظم الأعمال الأثرية في مصر القديمة في القرن التاسع عشر والنصف الأول من القرن العشرين من قبل علماء الآثار الأجانب الذين ثبطوا المصريين عن دراسة هذه الفترة. مال علماء الآثار الغربيون إلى رؤية دراسة مصر القديمة على أنها لا علاقة لها بمصر الحديثة، حتى أن مصطلح علم المصريات ذاته يشير إلى دراسة مصر ما قبل الرومانية، وليس مصر الحديثة. في القرن التاسع عشر، تم وضع نظريات عرقية مختلفة للادعاء بأن المصريين لم يكونوا من نسل المصريين القدماء أو بدلاً من ذلك كان تاريخ مصر القديمة عبارة عن دورة تجديد سببها غزوات الغزاة المتفوقين عرقياً والانحدار الناجم عن تمازج الأجيال مع المصريين القدماء. السكان الأصليين أدنى عرقيًا. كان الغرض من هذه النظريات هو التأكيد على أن الغرب كان «الورثة الحقيقيين» لمصر القديمة، التي كان يُنظر إلى شعبها على أنهم «غربيون فخريون» لا علاقة لهم بالمصريين المعاصرين. كانت آثار هذه الجهود هي إقناع العديد من المصريين بأن الماضي القديم لم يكن بالفعل جزءًا من تراثهم.
علاوة على ذلك، بما أن اللغة القبطية تنحدر من اللغة المصرية، فابتداءً من القرن التاسع عشر، حدد عدد من المسيحيين المصريين كوسيلة للتأكيد على أنهم مصريون «أنقى» من الأغلبية المسلمة. لغرض بناء هوية وطنية، فإن الأيديولوجية التي يمكن استخدامها لتمييز أقلية على أنها مصرية أصيلة أكثر من الأغلبية تطرح مشاكل، وعمومًا، تحولت الجهود المبذولة لبناء هوية وطنية مصرية تحتضن المسلمين والمسيحيين إلى المزيد الفترة الأخيرة الماضية.